# Skic (gromada)
Skic (od 31 XII 1961 Kleszczyna) – dawna gromada, czyli najmniejsza jednostka podziału terytorialnego Polskiej Rzeczypospolitej Ludowej w latach 1954–1972.
Gromady, z gromadzkimi radami narodowymi (GRN) jako organami władzy najniższego stopnia na wsi, funkcjonowały od reformy reorganizującej administrację wiejską przeprowadzonej jesienią 1954 do momentu ich zniesienia z dniem 1 stycznia 1973, tym samym wypierając organizację gminną w latach 1954–1972.
Gromadę Skic z siedzibą GRN w Skicu utworzono – jako jedną z 8759 gromad na obszarze Polski – w powiecie złotowskim w woj. koszalińskim na mocy uchwały nr 43/54 WRN w Koszalinie z dnia 5 października 1954. W skład jednostki weszły obszary dotychczasowych gromad Skic, Kleszczyna i Rudna oraz lasy państwowe (do toru kolejowego) z dotychczasowej gromady Kujan ze zniesionej gminy Kleszczyna w tymże powiecie. Dla gromady ustalono 12 członków gromadzkiej rady narodowej.
31 grudnia 1961 do gromady Skic włączono wsie Nowa Święta i Wąsosz ze zniesionej gromady Święta w tymże powiecie, po czym gromadę Skic zniesiono przez przeniesienie siedziby GRN ze Skica do Kleszczyny i zmianę nazwy jednostki na gromada Kleszczyna (wzmocnionej tego samego dnia o obszar zniesionej gromady Buntowo w tymże powiecie).